# Albarreal de Tajo
Albarreal de Tajo es un municipio y localidad española de la provincia de Toledo, en la comunidad autónoma de Castilla-La Mancha. Tiene una población de 762 habitantes (INE 2024).

## Toponimia
El término "alba" podría derivar de los términos celtas "albiga" y "albiganus". Antiguamente se llamó "Albala", vocablo que en árabe significa "la cloaca". En el siglo XI se le llamaba Albalat, que en árabe significa "el camino" y en el XVI, Albarreal o Alcalá del Río. Más tarde, cuando se le concede el título de Villa en el siglo XVII, se le cambia el nombre por el de Alba Real, que es el título de sus nuevos amos, los condes de Alba Real.

## Geografía
El municipio se encuentra situado en la comarca de Torrijos y linda con los términos municipales de Gerindote, Rielves, Toledo, Polán y Burujón, todos de Toledo. El término municipal está enclavado en una zona de transición entre la campiña toledana y los montes de Toledo, lo que le otorga un paisaje caracterizado por tierras de cultivo y suaves ondulaciones. Su ubicación estratégica cerca del río Tajo ha influido históricamente en su desarrollo agrícola y en su conexión con otras localidades cercanas.

## Historia

### Prehistoria y Edad Antigua
El territorio de Albarreal de Tajo muestra evidencias de ocupación humana desde tiempos prehistóricos. Se han encontrado restos arqueológicos que indican la presencia de comunidades agrícolas y metalúrgicas en la zona hace unos 5000 años. Entre estos hallazgos destaca un vaso campaniforme procedente del yacimiento de Calaña, asociado a las primeras culturas metalúrgicas del centro peninsular.
Durante la época islámica, se construyó la fortaleza de Calaña, también conocida como "Cueva del Moro", en el siglo XI. Esta fortificación formaba parte de la línea defensiva del valle del Tajo y servía como punto estratégico para controlar el acceso a Toledo. Aunque actualmente se encuentra en estado ruinoso, los restos del castillo y cerámicas islámicas atestiguan la importancia del asentamiento en esa época.

### Edad Media
El 13 de febrero de 1095, el rey Alfonso VI donó la villa de Albalat al monasterio-castillo de San Servando en Toledo, habitado por monjes cistercienses de San Víctor de Marsella. Esta donación formaba parte de la política de repoblación y consolidación del dominio cristiano tras la conquista de Toledo. Sin embargo, el monasterio fue abandonado a principios del siglo XII debido a los ataques almohades, y la defensa de la zona fue encomendada a la Orden del Temple por privilegio de Alfonso VII.
Con la disolución de la Orden del Temple en el siglo XIV, los bienes de la orden pasaron a manos de la Corona y otras órdenes militares. Albalat quedó bajo la jurisdicción del arzobispado de Toledo, consolidando su estatus como territorio de realengo.

### Edad Moderna
Durante el siglo XVI, la villa comenzó a conocerse como Albarreal o Alcalá del Río, reflejando las influencias culturales y lingüísticas de la época. En el siglo XVII, se le concedió el título de villa y se le cambió el nombre a Alba Real, en honor a los nuevos señores de la región, los condes de Alba Real.
En esta época, la población estaba compuesta por 55 vecinos que vivían en casas de tierra, y la economía local se basaba principalmente en la agricultura y la ganadería.

### Edad Contemporánea
Durante la guerra civil española (1936-1939), Albarreal de Tajo experimentó una relativa tranquilidad en comparación con otras localidades. Aunque se registraron algunas tensiones, como intimidaciones hacia el clero, el Ayuntamiento tomó medidas para proteger el patrimonio religioso, evitando la destrucción de imágenes y templos.
En las décadas posteriores, el municipio mantuvo su carácter rural, con una economía centrada en la agricultura y la ganadería. La población ha experimentado un ligero descenso, situándose en torno a los 762 habitantes en la actualidad.

## Administración
| Periodo   | Nombre                                                                | Partido |
| --------- | --------------------------------------------------------------------- | ------- |
| 1979-1983 | Pedro Lobato Rodríguez                                                | UCD     |

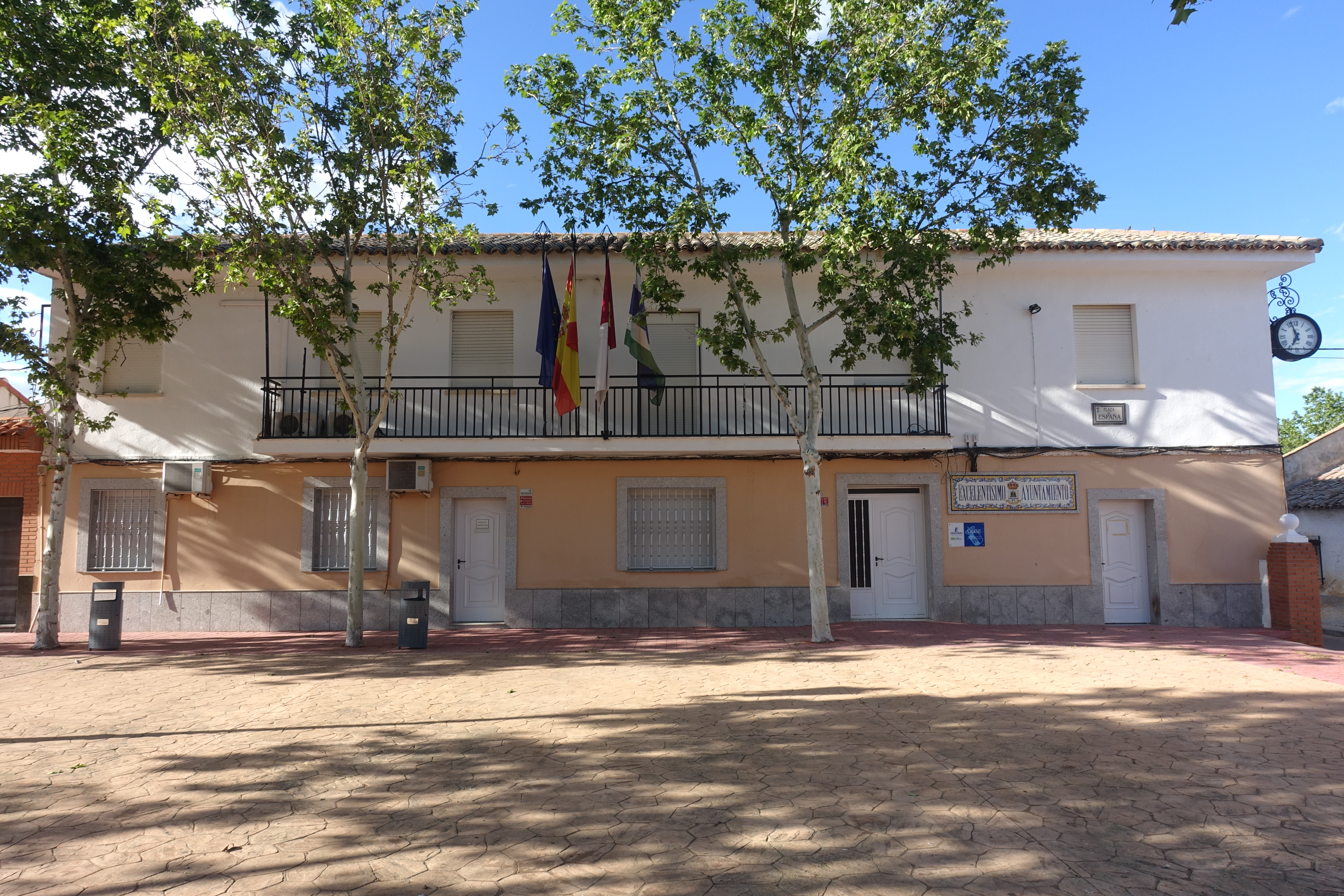
Casa consistorial

| 1983-1987 | Pedro Lobato Rodríguez (1983-1985) Santos Gargolla Palomo (1985-1987) | CDS     |
| 1987-1991 | Santos Gargolla Palomo                                                | CDS     |
| 1991-1995 | Jesús Muñoz Alonso                                                    | CDS     |
| 1995-1999 | Pedro Lobato Ferrero                                                  | PSOE    |
| 1999-2003 | Pedro Lobato Ferrero                                                  | PSOE    |
| 2003-2007 | Pedro Lobato Ferrero                                                  | PSOE    |
| 2007-2011 | Pedro Lobato Ferrero                                                  | PSOE    |
| 2011-2015 | Pedro Lobato Ferrero                                                  | PSOE    |
| 2015-2019 | Pedro Lobato Ferrero                                                  | PSOE    |

## Demografía
Cuenta con una población de 762 habitantes (INE 2024).
| Gráfica de evolución demográfica de Albarreal de Tajo entre 1842 y 2021 |
| |
| Población de derecho según los censos de población del INE Población de hecho según los censos de población del INEEn estos censos se denominaba Alba-Real de Tajo: 1877 y 1887 En estos censos se denominaba Alba Real de Tajo: 1897, 1900, 1910, 1920, 1930 y 1940 |

## Patrimonio

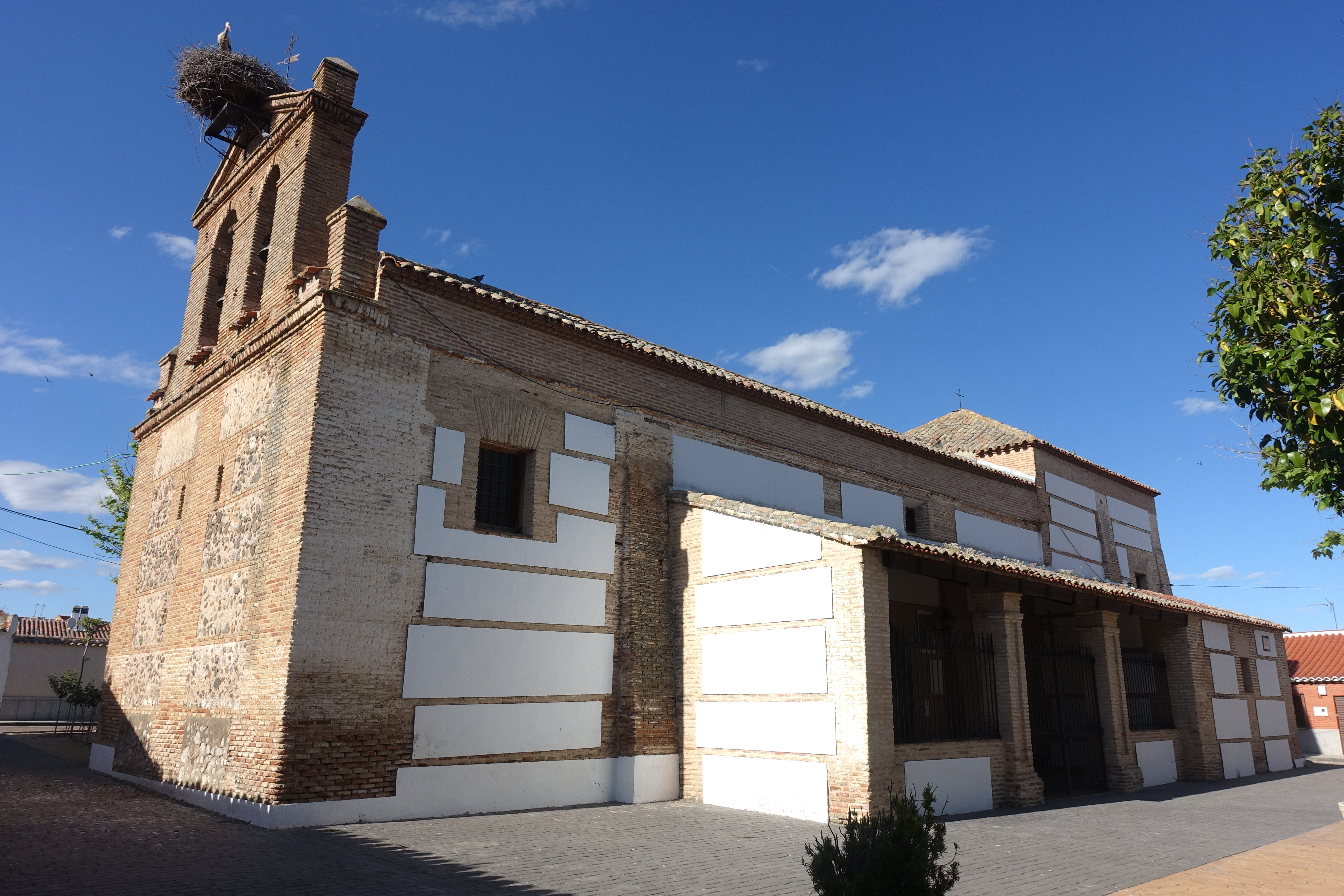
Iglesia de Nuestra Señora de la Asunción
Este templo, de estilo gótico, fue edificado en el siglo XVI y presenta una estructura de una única nave (planta salón). La capilla mayor, de planta cuadrada, se accede a través de un arco triunfal. En el lado izquierdo de la nave se encuentra una capilla separada por una reja de bolillos, a la que se accede mediante un arco de medio punto. La sacristía está situada a la derecha del presbiterio, con una puerta adintelada que da acceso al interior y un arco de medio punto en su fachada exterior. La nave está cubierta por un artesonado de par y nudillo con limas y tirantas dobles que atraviesan la longitud de la nave. La capilla lateral tiene una bóveda con lunetos, mientras que el presbiterio presenta una cúpula de ocho paños, lo que sugiere que originalmente podría haber tenido un artesonado. En el exterior, destaca un porche lateral que da acceso al templo y una espadaña de dos huecos coronada por un frontón semicircular. El edificio está construido con una combinación de ladrillo y piedra, conocida como aparejo toledano.

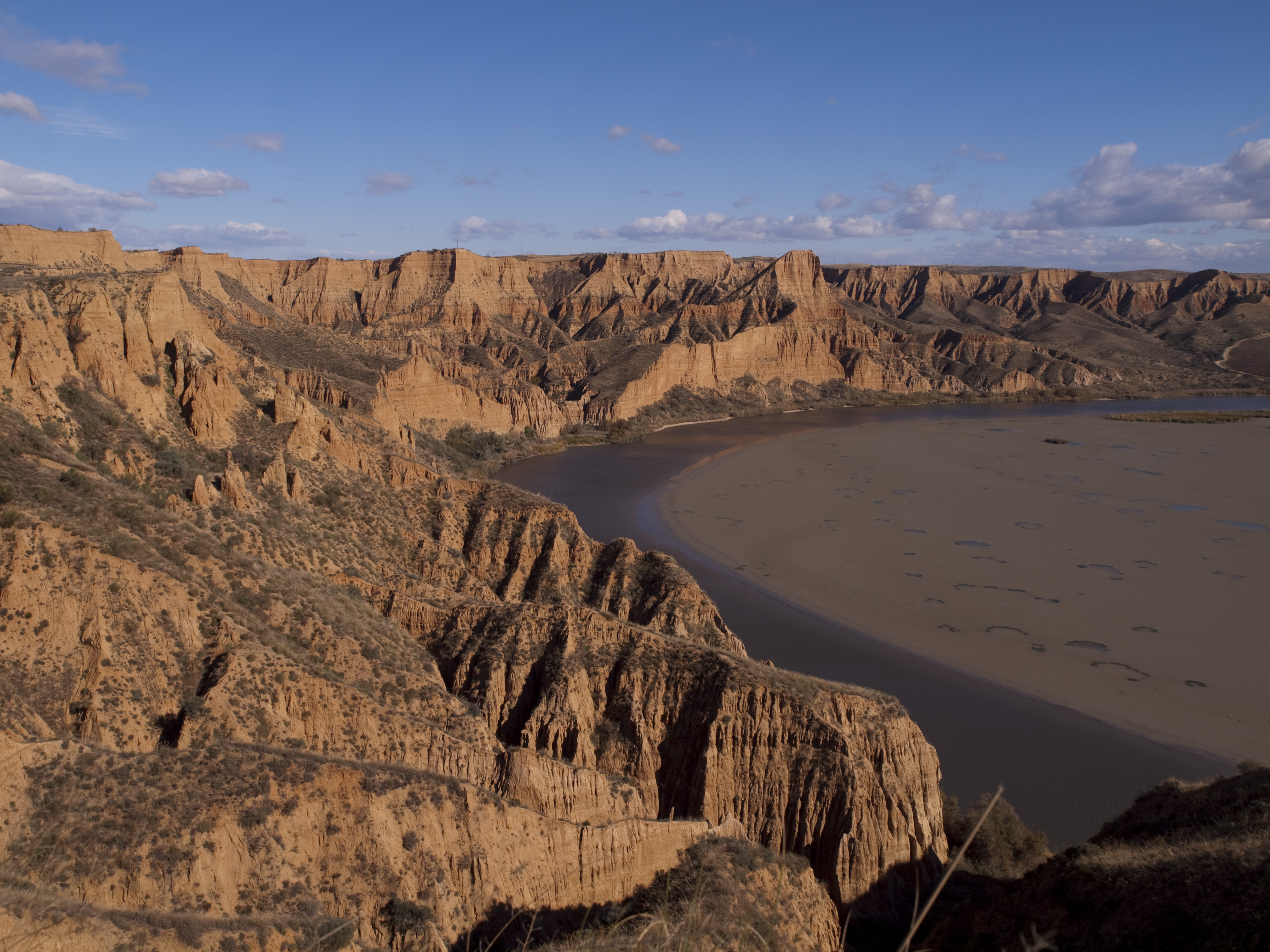
Barrancas de Burujón
Las Barrancas de Burujón son formaciones geológicas. Se caracterizan por sus impresionantes acantilados de arcilla roja, formados por la erosión del río Tajo a lo largo de miles de años. Este paisaje, declarado Monumento Natural, es conocido por su belleza única y su rica biodiversidad, albergando diversas especies de flora y fauna, incluidas aves rapaces como el águila-azor perdicera. Aunque reciben el nombre de "Barrancas de Burujón", también se encuentran parcialmente en el término municipal de Albarreal de Tajo, en la margen derecha del río Tajo.

## Fiestas
- 27, 28 y 29 de agosto: celebración de San Agustín.